# کارناوال (فیلم ۱۹۴۶)
کارناوال (انگلیسی: Carnival) فیلمی در ژانر درام است که در سال ۱۹۴۶ منتشر شد. از بازیگران آن می‌توان به مایکل وایلدینگ و استنلی هالووی اشاره کرد.